# 埃洛迪·戈丹
埃洛迪·戈丹（法語：Élodie Godin，1985年7月5日—），法国女子篮球运动员，场上位置是中锋。她曾代表法国国家队参加2012年夏季奥林匹克运动会女子篮球比赛，获得一枚银牌。